# Kevin Csoboth
Kevin Csoboth (Pécs, 20 de junio de 2000) es un futbolista húngaro que juega en la demarcación de delantero para el F. C. St. Gallen de la Superliga de Suiza.

## Selección nacional
Tras jugar en las categorías inferiores de la selección, finalmente hizo su debut con la selección de fútbol de Hungría en un partido amistoso contra Estonia que finalizó con un resultado de 1-0 tras el gol de Martin Ádám.

### Participaciones en Eurocopas
| Copa          | Sede     | Resultado    | Partidos | Goles |
| ------------- | -------- | ------------ | -------- | ----- |
| Eurocopa 2024 | Alemania | Primera fase | 2        | 1     |

## Clubes
| Club              | País     | Año       | Partidos | Goles |
| ----------------- | -------- | --------- | -------- | ----- |
| S. L. Benfica "B" | Portugal | 2019-2021 | 18       | 2     |
| Fehérvár FC       | Hungría  | 2021-2022 | 2        | 2     |
| Szeged 2011       | Hungría  | 2022      | 14       | 5     |
| Újpest F. C.      | Hungría  | 2022-2024 | 65       | 13    |
| F. C. St. Gallen  | Suiza    | 2024-     | 42       | 4     |